# Trident (együttes)
A Trident 1989-ben, Berettyóújfaluban alakult rockzenekar, amely a 90-es évek közepén tett szert országos népszerűségre. A csapat, 1997-ben történő feloszlásáig többször játszott a Sziget Fesztiválon, turnézott a Tankcsapda, Aurora és Necropsia vendégeként, valamint országszerte koncertezett többek között a Dance, a Sing Sing, a Black-Out, az Ossian és a Sex Action zenekarokkal. Több tagcserén és a rockzenén belüli stílusváltáson keresztül alakult ki a Trident egyedi zenei világa, mely a mai napig behatárolhatatlan és mára kultikus.

## Története

### 1989-1992
A Trident 1989 őszén alakult Berettyóújfaluban. Az alapítók Papp Zsolt (dobok), Demeter Zoltán (ének, gitár), Szíjgyártó György „Szigyi” (basszusgitár) Lugossi László (gitár) és Molnár „Kuki” Sándor (ének) voltak. A csapat zenei világát ebben az időben a kor ismert Heavy Metal zenekarai formálták (Accept, Judas Priest, Saxon, Running Wild, később Skid Row). A zenekar első demója 1990 januárjában született angol nyelven. 1991-ben a zenekar átalakult. Előbb Lugossi László távozott a csaoatból, majd Szíjgyártó György és az énekes KUKI is. Helyükre Úr Sándor (basszusgitár) és Kóródi György "Koka" (ének) került a csapatba. Az új tagok érkezésével a zenei irányvonal is változott és a Heavy Metalos elemeket felváltotta a Hard Rockos stílus, az akkor divatosnak számító ún. "Dirty Rock".
Ez a felállás alig egy évig működött, majd 1992-ben a Nagy testvérek, Nagy Tamás (ének) és Nagy Lajos (basszusgitár) váltotta Úr Sándort és Kokát. Velük megmaradt a Dirty Rockos irány. Ez a csapat vette fel a zenekar következő demóját a "Showbusiness" című anyagot.
1993
Ebben az évben a zenekar stílusa gyökeresen megváltozott és kialakult a későbbi időket is meghatározó hangzás és forma. A távozó Nagy testvérek helyét Gaál Tamás "Macska" (basszusgitár ) töltötte be, az énekesi posztot, pedig Demeter Zoli vette át a gitár mellett. Erősítésként csatlakozott a csapathoz Jenei József gitárosként. Ez a felállás vette fel a zenekar történetében mérföldkőnek tekinthető és a későbbi Tridentet meghatározó dalt a "Szabadíts meg"-et. Ez a dal már mindent felvonultat abból ami később a Trident védjegye, stílusa lesz. Egy kemény, sötétebb, grunge/metal hangulatot.
Ugyanebben az évben felvették „Az én időm” című hatszámos demókazettát, amivel a csapat zeneileg egyértelműen elmozdult a grunge irányába. Az anyagon leginkább az Alice In Chains hatása érezhető, köszönhetően a frontemberré előlépett Demeter Zoltán jellegzetes énekdallamainak, illetve gitárjátékának, valamint a többszólamú vokális megoldásoknak. Az anyagot nyitó „Úgyis mindegy” dal volt az első Trident felvétel, ami felkerült a Metal Hammer szerkesztőségi listájára – a magazin 57. (1993/6.) számában. Tulajdonképpen innen lehet számítani a klasszikus Trident hangzást és stílust.
1993-ban – az Ossian társaságában – felléptek a brassói Drakula Fesztiválon, ahol 15 ezer ember előtt adtak koncertet. Az eseményt a TVR nevű román közszolgálati televízió élőben közvetítette.
1993-ban radikális és a zenekar jövőjére nézve meghatározó változás következett be. Távozott a zenekarból Jenei József az énekesi posztra pedig Asztalos Attila „Paszti” került, aki meghatározó szerepet töltött be a zenekar életében. Ezzel kialakult a Trident klasszikus felállása, a Demeter Zoltán, Papp Zsolt, Asztalos Attila hármas pedig megteremtett egy egyedi hangzás- és fantáziavilágú, folyamatosan formálható és fejleszthető, semmihez nem hasonlítható underground rockzenét.
1994-1995 Megöl a hideg
Ez a tagság (Asztalos Attila – ének, Demeter Zoltán – gitár, Gáll Tamás – basszusgitár, Papp Zsolt – dobok) készítette el az 1995-ös Mélyen és üresen EP-t, amellyel berobbantak a köztudatba. Nagy mérföldkő és egyben szakmai elismerés volt a zenekar számára, hogy a Metal Hammer magazin a Trident „Megöl a hideg” című számával nyitotta az első „Demonstráció” válogatáslemezt, 1994-ben. A válogatássorozat első részén a Trident dala mellett olyan, később meghatározó underground csapatok felvételei kaptak helyet, mint a Necropsia, a Remorse a Nyers vagy a Warpigs.
A Metal Hammer Demonstráció megjelenés országos ismertséget és sikert biztosította zenekarnak A Megöl a hideg pedig a zenekar legsikeresebb és legikonikusabb dala lett. Legtöbben ezzel a dallal azonosítják a zenekart. A Mélyen és üresen kapott helyet a zenekar másik emblematikus "slágere" a Kínozz is, ami a mai napig a legkedveltebb Trident dalok egyike.
A 90-es években több tehetségkutató versenyen is sikerrel szerepelt a zenekar, mely megmérettetések által elnyerték a szakma és a közönség elismerését, támogatását. A Marlboro Rock-In ’95 tehetségkutatón második helyen végeztek a PG Csoport mögött. A kételődöntős megmérettetés ideje alatt, a tavaszi és nyár eleji időszakban országos turnéra indultak a versenyt egy évvel korábban megnyerő debreceni Necropsia társaságában.
1996-1997 Újabb Technológiák korszak
Az 1996-os szombathelyi LMS Tehetségkutató Fesztivál különdíjának eredményeként jelenhetett meg a Trident első nagylemeze. Az „Újabb technológiák” album az LMS Kiadó gondozásában.
Az album korszakalkotó és meghatározó anyag lett a zenekar életében és mondhatni a magyar underground rockzene történetében is. Az anyagon a banda egy új, kísérletezőbb oldalát mutatta meg. A korábban jellemző komor, grunge-os zenei megoldásokat ridegebb indusztriális és metálosabb elemek egészítették ki. A lemezbemutató koncerteken a Necropsia énekese, Bodnár Zsolt „Böske”, valamint dobosa, Szilágyi István is vendégszerepelt.
A sikerek ellenére, 1997-ben – ironikus módon ugyanabban az évben, amikor a Metal Hammer az év reménységei közé sorolta – feloszlott. A tagok egy része folytatta zenei pályafutását: Asztalos Attila „Paszti” a Phaidon és a Benzin, Papp „Gezbee” Zsolt a Szeg és a Szélső Érték zenekarok frontembereként tevékenykedett a Trident feloszlását követő években.

### 2016 – napjainkig
A klasszikus felállás három tagja, Demeter Zoltán, Papp Zsolt és Asztalos Attila majd két évtized elteltével, 2016-ban döntött úgy, hogy – a 90-es évek szellemét feltámasztva – újra életre keltik a zenekart. A három oszlopos tag mellett az Abiocore és a Szélső Érték korábbi basszusgitárosa, Kahut János „Jóni” alkotta az újjáalakult formációt. Az újkori Trident 2017. október 21-én, a Berettyóújfaluban megrendezett visszatérő koncerten mutatkozott be élőben, a KabinLáz és a Havaria Honkakka zenekarok társaságában. A bemutatkozást további hasonlóan sikeres koncertek követték országszerte. Közben elkészült a „Best Of Trident (1993-1998)” című válogatásalbum is, mely a zenekar legsikeresebb korszakában íródott dalok újrafelvett verzióit tartalmazza. A lemez 2019 elején jelent meg, szerzői kiadásban.
A stúdiómunkálatok befejezése után Asztalos Attila „Paszti” – zenei ellentétek miatt – távozott az együttesből, helyére Papp Norbert érkezett. Már ebben a felállásban készült el a kizárólag új dalokat tartalmazó „Mindenen kívül” EP,.
A 2020-as év stúdiózással telt. Az eredmény „Beat” címmel látott napvilágot október 30-án. A szerzői kiadásban megjelent, 15 dalos lemezt – melyen a Mindenen kívül EP-n is közreműködő Ökrös Bea vokálja is hallható – a közönség és a szakma egyaránt pozitívan fogadta: a HammerWorld Magazin 331. (2021/2) számában megjelent – a szerkesztőség által a 2020-as év legjobbjainak ítélt rock/metal lemezeket bemutató – TOP 20-as listán a 14. helyen végzett, a Grungery magazin összesített szerkesztőségi listáján pedig az 5. helyet szerezte meg „az év lemeze” kategóriában. Emellett a „Beat” felkerült a Rozsdagyár Online Rockmagazin, az Alfahír Zene internetes portál, a Shockmagazin és a Fémforgács Metal Webzine év végi listáira is.
Két évvel a könnyedebb hangvételű „Beat” után elkészült a „Mélyre vág” nagylemez, amellyel – ahogy már a cím is sugallja – visszakanyarodott a csapat a 90-es évekre jellemző komorabb, keményebb vonalhoz. A H-Music gondozásában, a HammerWorld Magazin 348. (2022/11-2023/1) számának mellékleteként megjelent albumon a hazai underground grunge/metal színtér két ismert hangja, Kiss Péter (Autumn Twilight, Clue, A.B.F.R.A) és Biró „ZéBé” Zoltán (Honeymaze, Angel Rust, Huntsville Holiday) vendégeskedett, a hangzásért ezúttal is Gyarmati Balázs (Soundset Studio) felelt.
Az anyag a Hammerworld magazin olvasói hangpróba első helyén végzett, valamit elnyerte a 2022 legjobb CD melléklet díját is a közönségtől.
Az album megjelenéséhez kapcsolódó koncertkörút erejéig – a lemezen közreműködők mellett – Zolnai Kata gitáros is csatlakozott a csapathoz, a teljesebb hangzás érdekében. A 2023-as turné a Slowmesh, a Smoulder Heaven és a Shapat Terror zenekarok társaságában zajlott le.
2023 őszén Papp Norbert és a Trident útjai elváltak, a továbbiakban Biró „ZéBé” Zoltánnal a fronton működik a zenekar.

## Tagok

### Jelenlegi felállás
- Asztalos Attila „Paszti” – ének (1993-1997, 2016-2018, 2024-)
- Demeter Zoltán – gitár, ének (1989-1997, 2016-)
- Pataki Feco basszusgitár (2023-)
- Papp „Gezbee” Zsolt – dobok, vokál, computer (1989-1997, 2016-)

### Korábbi tagok
- Molnár "Kuki" Sándor – ének (1989-1990)
- Lugossi László – gitár (1989-1991)
- Szíjgyártó György „Szigyi” – basszusgitár (1989-1991)
- Kóródi "Koka" Sándor – ének (1991)
- Úr Sándor – basszusgitár (1991)
- Nagy Tamás – ének (1992)
- Nagy Lajos – basszusgitár (1992)
- Jenei József – gitár (1993)
- Gáll Tamás „Macska” – basszusgitár (1993-1994)
- Hevesi Norbert – basszusgitár (1995)
- Szilágyi István – dobok (közreműködőként, 1996)
- Bodnár Zsolt „Böske” – ének (1996)
- Asztalos Attila „Paszti” – ének (1993-1997, 2016-2018)
- Papp Norbert – ének (2018-2023)
- Biró "ZéBé" Zoltán – ének (2023-2024)
- Kahut János „Jóni” – basszusgitár (2016-2023)

## Diszkográfia
Stúdióalbumok
- Mélyen és üresen (EP, 1995)
- Újabb technológiák (1996)
- Best Of Trident (2019)
- Mindenen kívül (EP, 2019)
- Beat (2020)
- Mélyre vág (2022)

Demók
- Veled az életem rock and roll (demo, 1991)
- Show Business (demo, 1992)
- Az én időm (demo, 1993)
- Újabb technológiák (demo, 1995)

## Lemezismertetők
- https://rozsdagyar.blog.hu/2019/06/20/trident_mindenen_kivul_ep
- https://maximumrockandroll.blog.hu/2019/05/03/trident_mindenen_kivul_ep_e_z_s_music
- https://www.shockmagazin.hu/cd-kritika/trident-mindenen-kivul
- https://rattle.hu/index.php/2020/11/trident-beat-2020/
- https://metalprison.blogspot.com/2020/11/trident-beat-2020.html Archiválva 2021. november 24-i dátummal a Wayback Machine-ben
- https://rozsdagyar.blog.hu/2020/11/07/trident_beat
- https://www.femforgacs.hu/trident-beat-2020/
- https://rozsdagyar.blog.hu/2022/11/18/trident_melyre_vag

## Cikkek, interjúk
- https://hammerworld.hu/2017/02/15/trident-interju-a-20-ev-utan-ujra-beinditott-csapattal/ Archiválva 2021. november 24-i dátummal a Wayback Machine-ben
- https://musicbackstage.hu/2019/02/09/trident-egy-korszak-lezarult-az-uj-pedig-mar-elkezdodott/ Archiválva 2021. június 21-i dátummal a Wayback Machine-ben
- http://metalindex.hu/2019/03/21/most-mar-talan-senki-sem-fogja-azt-mondani-hogy-divatbol-csinaljuk-trident-interju/
- https://www.femforgacs.hu/kritika-4340-trident_mindenen_kivul_8217_ep_2019/
- https://rozsdagyar.blog.hu/2019/06/18/trident_megjelent_a_2016-ban_ujraindult_csapat_friss_ep-je
- https://grungery.hu/papp-norbert-kabinlaz-trident-a-tobbseg-nem-lat-tul-a-regi-kedvencein/
- https://rozsdagyar.blog.hu/2020/03/11/trident_interju_a_berettyoujfalui_grunge_hard_rock_csapattal
- https://rattle.hu/index.php/2020/10/ez-a-zenekar-az-oromzenelesrol-szol/
- https://bandmap.hu/blog/hirek-irasok-miazmas/kelet-underground-trident-megjelent-az-uj-lemez-interju/
- https://grungery.hu/trident-beat-lemezpremier-es-interju/
- http://keletunderground.hu/?oldal=3&hid=1301